# Joseph Akpala
Joseph Akpala (Jos, 24 augustus 1986) is een Nigeriaans voetbalcoach en voormalig voetballer die ook de Belgische nationaliteit heeft. Akpala was een centrumspits. 

## Carrière

### Clubcarrière
Akpala werd opgeleid bij de Pepsi Football Academy, in Lagos. In april 2003 tekende hij zijn eerste profcontract bij Bendel United. In 2005 maakte hij 13 doelpunten in 19 wedstrijden, bij Bendel Insurance. Deze prestatie leverde hem een selectie op voor het nationale team van Nigeria. Hij maakte al meteen bij zijn debuut een doelpunt, in een vriendschappelijke wedstrijd tegen Portugal. Akpala speelde twee seizoenen bij Sporting Charleroi, waar hij als een groot talent wordt beschouwd. In het seizoen 2007/08 van de Belgische Eerste Klasse maakte de Nigeriaan 18 doelpunten, waarmee hij topschutter werd. Akpala versierde een transfer naar de Belgische top, namelijk Club Brugge. De overstap werd beklonken op 18 juli 2008. Akpala zou Club zo'n drie miljoen euro gekost hebben.
Na vier seizoenen bij Club Brugge, waarin hij alle competities inbegrepen 56 doelpunten maakte, koos Akpala voor een stap hogerop. Aan de vooravond van zijn 26e verjaardag tekende hij een contract voor vier seizoenen bij Werder Bremen, dat anderhalf miljoen euro neertelde voor de Nigeriaan. De transfer werd echter geen onverdeeld succes: Akpala kon in 21 Bundesliga-wedstrijden slechts één keer scoren. Na één seizoen werd hij al uitgeleend aan Karabükspor. De Turkse club nam hem in de zomer van 2014 definitief over van Werder Bremen.
In juli 2015 haalde KV Oostende na een afwezigheid van drie jaar terug naar België. Akpala speelde drie seizoenen bij de kustclub, maar vertrok in 2018 nadat hij geen akkoord vond over een nieuw contract. De Nigeriaan leek op weg naar KV Kortrijk, maar koos uiteindelijk voor Al-Faisaly FC. In november 2019 dook hij terug op bij KV Oostende, waar hij in het seizoen 2019/20 zes keer in actie komt en één keer kon scoren. In de zomer van 2020 nam Akpala, die geen nieuw contract kreeg aan de kust, voor de tweede keer afscheid van KV Oostende.
In 2021 speelde hij nog een aantal wedstrijden voor het Roemeense Dinamo Boekarest.

### Interlandcarrière
Akpala speelde negen interlands voor de Nigeriaanse nationale ploeg, en scoorde eenmaal voor zijn vaderland. Hij maakte zijn debuut op 6 september 2008 tegen Zuid-Afrika. Akpala werd in 2013 geselecteerd voor de Confederations Cup, waar hij in de groepsfase tegen Uruguay en Spanje in actie kwam.

## Trainerscarrière
In september 2022 werd hij assistent-coach bij KV Kortrijk onder Adnan Čustović. Na diens ontslag in november 2022 diende hij ook onder Bernd Storck, Edward Still, Glen De Boeck, Freyr Alexandersson, Yves Vanderhaeghe en opnieuw Bernd Storck. Akpala viel geregeld in als hoofdtrainer ad interim: zo leidde hij in de zomer van 2023 de eerste trainingen toen Kortrijk na het vertrek van Storck nog op een nieuwe hoofdtrainer wachtte en nam hij tussen twee hoofdtrainers door de honneurs waar tijdens wedstrijden.
In juni 2025 stapte Akpala over naar Club Brugge, waar hij assistent werd onder hoofdtrainer Nicky Hayen. Als Player Development Coach kreeg hij de taak te focussen op de individuele ontwikkeling van de A-kernspelers.

## Clubstatistieken[12]
| seizoen | club                | land          | competitie                | wed. | goals |
| ------- | ------------------- | ------------- | ------------------------- | ---- | ----- |
| 2005/06 | Bendel Insurance FC | Nigeria       | Premier League            | 19   | 13    |
| 2005/06 | Sporting Charleroi  | België        | Jupiler Pro League        | 8    | 2     |
| 2006/07 | Sporting Charleroi  | België        | Jupiler Pro League        | 22   | 5     |
| 2007/08 | Sporting Charleroi  | België        | Jupiler Pro League        | 31   | 18    |
| 2008/09 | Club Brugge         | België        | Jupiler Pro League        | 32   | 15    |
| 2009/10 | Club Brugge         | België        | Jupiler Pro League        | 31   | 7     |
| 2010/11 | Club Brugge         | België        | Jupiler Pro League        | 28   | 7     |
| 2011/12 | Club Brugge         | België        | Jupiler Pro League        | 36   | 15    |
| 2012/13 | Club Brugge         | België        | Jupiler Pro League        | 3    | 0     |
| 2012/13 | Werder Bremen       | Duitsland     | Bundesliga                | 21   | 1     |
| 2013/14 | → Karabükspor       | Turkije       | Süper Lig                 | 11   | 4     |
| 2014/15 | Karabükspor         | Turkije       | Süper Lig                 | 25   | 4     |
| 2015/16 | KV Oostende         | België        | Jupiler Pro League        | 35   | 7     |
| 2016/17 | KV Oostende         | België        | Jupiler Pro League        | 18   | 4     |
| 2017/18 | KV Oostende         | België        | Jupiler Pro League        | 36   | 9     |
| 2018/19 | Al-Faisaly FC       | Saoedi-Arabië | Saudi Professional League | 12   | 2     |
| 2019/20 | KV Oostende         | België        | Jupiler Pro League        | 6    | 1     |
| Totaal  | Totaal              | Totaal        | Totaal                    | 374  | 114   |

## Erelijst
| Individueel             |    |         |               |                    |
| Topscorer Eerste klasse | 1x | 2007/08 | 18 doelpunten | Sporting Charleroi |